# Vroeg vergeet-mij-nietje
Vroeg vergeet-mij-nietje (Omphalodes verna) is een overblijvende plant die behoort tot de ruwbladigenfamilie (Boraginaceae).
De plant komt oorspronkelijk uit Midden-, Zuid- en Zuidoost-Europa. In Nederland is deze soort niet inheems en komt voor als verwilderde tuinplant.

## Kenmerken
De plant wordt 5 tot 20 cm hoog. De helderblauwe bloemen bloeien van april tot mei. De vrucht is een splitvrucht.
Het vroeg vergeet-mij-nietje groeit op vochtige, matig voedselrijke en beschaduwde plaatsen.